# Matthias von Wicht
Matthias von Wicht (* 24. März 1694 in Aurich; † 17. April 1778 ebenda) war ein deutscher Jurist.

## Leben und Wirken

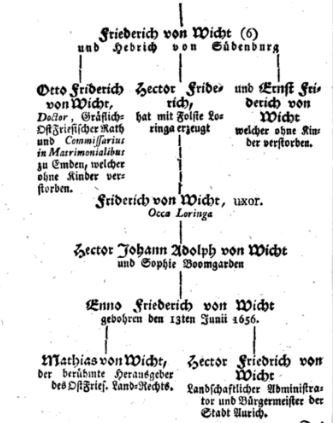
Stammfolge von Wicht

Matthias von Wicht stammte aus der Adelsfamilie Wicht und erhielt wie seine Vorfahren eine juristische Ausbildung, die er 1724 in Groningen mit der Promotion zum Dr. jur. utr. abschloss. Ab 1726 arbeitete er als Landsyndikus für die „gehorsamen“ Stände. Diese hatten sich während des Appell-Krieges von den sogenannten „renitenten“ Ständen gelöst und dem Fürsten angeschlossen. Von Wicht schrieb für sie zwei Rechtfertigungen, die in Oldenburg in den Druck gingen. Ab 1729 versuchte er, eine Stelle als fürstlicher Regierungsrat zu bekommen, die er 1735 erhielt.
Die Ostfriesischen Landstände hatten bereits zuvor den Druck des während der Regentschaft Edzard I. konzipierten Landrechts Ostfrieslands in Auftrag gegeben. Diese Kombination aus altfriesischem und römischem Recht, die in Ostfriesland unbestritten anerkannt wurde, existierte bis dahin nur in Form zahlreicher Handschriften, die jedoch häufig nicht identisch und teilweise nicht mehr lesbar waren. Von Wicht übernahm diesen Auftrag, wobei er als Grundlage nicht die beste Handschrift heranzog.
Von Wichts Arbeiten erschienen zwischen 1733 und 1746 in gedruckter Form von außergewöhnlichem Umfang. Er schuf eine niederdeutsche Version und überführte diese in das Hochdeutsche und fügte den Texten zahlreiche gelehrte Erklärungen hinzu. In beiden Fassungen ergänzte er neun gegliederte Kapitel, die die für Deiche und Siele anzuwendenden Verordnungen enthielten. Er schrieb ein umständliches Vorwort, das zahlreiche Anmerkungen umfasste und schuf ein vier Bände umfassendes Werk mit mehr als 1300 Seiten, das eine wichtige Quelle zu ostfriesischen Altertümern darstellt.
Nachdem Preußen 1744 die Grafschaft Ostfriesland annektiert hatte, stellten sich von Wicht und sein Kollege Sigismund Bacmeister auf die Seite der Prinzessin Friederike Wilhelmine von Ostfriesland und akzeptierten Friedrich II. nicht als neuen Regenten. Der König verurteilte beide zu milder Haft in Greetsiel, verpflichtete von Wicht aber 1747 erneut als Regierungs- und Konsistorialrat. Er arbeitete als solcher am Hofgericht und ging 1768 in Pension.